# Ladies of the Canyon
Albums de Joni Mitchell
Clouds
(1969) Blue
(1971)
Singles
1. Big Yellow Taxi
Sortie : juillet 1970

Ladies of the Canyon est le troisième album studio de Joni Mitchell, sorti en avril 1970.
Le titre de l'album fait référence à Laurel Canyon, un quartier de Los Angeles culturellement très en vogue dans les années 1960. Cet opus comprend certaines des chansons les plus populaires de Joni Mitchell, comme Big Yellow Taxi, Woodstock ou encore The Circle Game.

## Contenu

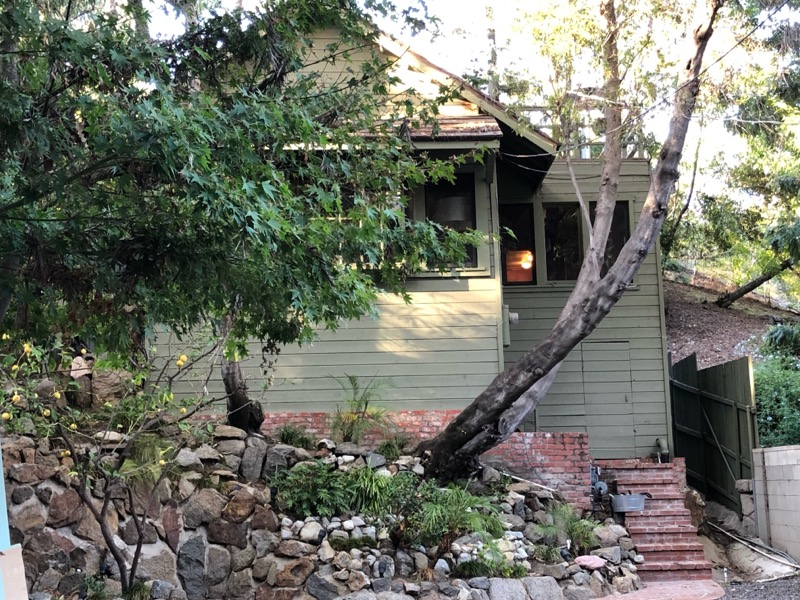
Laurel Canyon, 8217 Lookout Mountain Avenue, maison de Joni Mitchell de 1969 à 1974 (2022)

Ladies of the Canyon est remarquable par le développement de la vision artistique de Mitchell et la variété des sujets abordés dans les textes (l'observation de la génération Woodstock, les complexités du sentiment amoureux...). Cet album est souvent considéré comme une transition entre ses précédentes productions, très folk, et les albums, beaucoup plus sophistiqués, qui suivront.
De toutes les œuvres de l'artiste, celle-ci est probablement la plus marquée par sa relation avec Crosby, Stills, Nash and Young (dont l'arrangement hard rock de Woodstock a été l'un des trois tubes radiographiques de l'année 1970). Des titres comme Ladies of the Canyon et Woodstock rappellent l’œuvre de David Crosby (qui a d'ailleurs interprété le titre For Free pendant de longues années). Willy est une chanson d'amour adressée à Graham Nash, qui partageait sa vie et dont le deuxième prénom est William. The Circle Game, titre sur lequel le quatuor fait les chœurs, est une réponse à la chanson Sugar Mountain de Neil Young.
Big Yellow Taxi, quant à lui, est devenu un « standard » au fil des ans et a été samplé par plusieurs artistes (Janet Jackson, Kelly Rowland, Lil' Kim... ).
En 1995, Annie Lennox a repris Ladies of the Canyon et en a même fait la face B de son single No More I Love You's.

## Réception
L'album s'est classé 27e au Billboard 200 et a été certifié disque de platine par la Recording Industry Association of America (RIAA) le 13 octobre 1986.

## Liste des titres
Toutes les chansons sont écrites et composées par Joni Mitchell.
| 1. | Morning Morgantown   | 3:12 |
| 2. | For Free             | 4:31 |
| 3. | Conversation         | 4:21 |
| 4. | Ladies of the Canyon | 3:32 |
| 5. | Willy                | 3:00 |
| 6. | The Arrangement      | 3:32 |

| 1. | Rainy Night House | 3:22 |
| 2. | The Priest        | 3:39 |
| 3. | Blue Boy          | 2:53 |
| 4. | Big Yellow Taxi   | 2:16 |
| 5. | Woodstock         | 5:25 |
| 6. | The Circle Game   | 4:50 |

## Personnel
- Joni Mitchell : guitare, piano, chant
- Teresa Adams : violoncelle
- Paul Horn : clarinette, flûte
- Jim Horn : saxophone baryton
- Milt Holland : percussions
- The Saskatunes : chœurs bop
- The Lookout Mountain United Downstairs Choir (pseudonyme pour Crosby, Stills, Nash & Young) : chœurs The Circle Game
- Don Bagley : arrangements violoncelle